# Aeroporto di Saba-Juancho E. Yrausquin
L'aeroporto di Saba-Juancho E. Yrausquin (IATA: SAB, ICAO: TNCS) è un piccolo aeroporto che serve l'isola di Saba, nei Paesi Bassi caraibici. La sua pista è riconosciuta come l'aviosuperficie commerciale più corta del mondo, con una lunghezza di 400 m.

## Informazioni
L'aeroporto è ubicato sul promontorio di Flat Point, nella parte nord-orientale dell'isola, nei pressi di Cove Bay, poco distante dal centro abitato di Hell’s Gate.
Arroccato a strapiombo su una scogliera alta circa 20 m e fiancheggiato da rilievi collinosi, è dotato di un'unica pista di volo orientata 12/30 e lunga meno di 400 m (che ne fanno l’infrastruttura del genere più corta al mondo). Tali caratteristiche rendono le operazioni di volo difficili e pericolose, nonché effettuabili solo con aerei STOL (che richiedono spazi ridotti per atterraggio e decollo) o elicotteri.
L'aeroporto è hub della compagnia aerea Winair, l'unica a servire l'isola con voli di linea: il resto del traffico è costituito da saltuari servizi charter e velivoli privati.

## Storia
L'idea di costruire un aeroporto a Saba si deve al pilota Remy de Haenen, che fin dal 1946 aveva effettuato voli da e per l'isola ai comandi di un idrovolante Vought OS2U Kingfisher, usando come punto di ammaraggio le acque al largo del porto di Fort Bay.
De Haenen perorò il progetto presso le istituzioni locali e, dopo alcuni voli di ricognizione, individuò come sito per impiantare l'infrastruttura il promontorio di Flat Point. Sul finire del 1958 il terreno venne quindi ripulito dalla vegetazione e livellato e già il 9 febbraio 1959, alla presenza di quasi tutta la popolazione dell'isola, de Haenen eseguì il primo atterraggio sulla pista sterrata.
A quel primo volo non fece seguito l'istituzione di un regolare servizio di linea e l'aviosuperficie fu sostanzialmente abbandonata per 3 anni. Nel 1961 l'aviatore George Greaux e una cordata di investitori avevano fondato la compagnia Windward Islands Airways (Winair) per servire le Antille con voli locali, che però inizialmente non poteva operare su Saba in quanto il piccolo scalo era incompleto.
In vista delle elezioni distrettuali del 1962 il tema dell'implementazione dell'aeroporto sull'isola divenne dibattuto: il politico Claude Wathey, che rappresentava Saba e Sint Maarten nel parlamento delle Antille olandesi, e il collega di Aruba Juancho E. Yrausquin, all'epoca ministro delle finanze per le Antille olandesi, perorarono la causa presso il governo olandese, che infine mise a disposizione 600.000 fiorini per lo sviluppo dell'infrastruttura, nel quadro di un più ampio piano economico triennale rivolto alle Isole Sopravento.
Il completamento dell'aeroporto fu appaltato all'impresa gestita dal fratello di Wathey, Chester, e dal costruttore Jacques Deldevert. Il 22 marzo 1962, mentre l'aeroporto era in costruzione, vi giunsero tre elicotteri dalla portaerei olandese HNLMS Karel Doorman, segnando il secondo atterraggio aereo nella storia dell'isola. Il 1 febbraio 1963 un PA-23 Apache bimotore pilotato da Greaux atterrò sulla pista appena asfaltata. L'aeroporto aprì ufficialmente al traffico di linea il 24 luglio 1963 e venne intitolato a Yrausquin, che era morto l'anno prima: fu la sua vedova a tagliare il nastro alla cerimonia inaugurale del 18 settembre.
Nel 1963 iniziarono i collegamenti con un Dornier Do-28 da 6 passeggeri e nel 1965 (dopo una breve interruzione delle operazioni) fu la volta dei de Havilland Twin Otter, che da allora sono la presenza più comune nei cieli di Saba.
Nel 1998, l'uragano George distrusse l'edificio del terminal dell'aeroporto. Il governo olandese finanziò la costruzione di una nuova aerostazione, che dal 6 dicembre 2002 è intitolata a de Haenen. L'elica dell'aereo con cui questi effettuò il primo atterraggio sull'isola è esposta presso lo scalo.

## Strutture
I jet non possono atterrare a Saba per via della pista corta. Il traffico è costituito quindi da velivoli DHC-6, BN-2, elicotteri e al limite dai poco più grandi Dash 7 DHC-7. A fianco della pista vi è un piazzale di sosta con una piccola aerostazione. In essa si trova la sede della compagnia Winair, un ufficio di immigrazione, un piccolo corpo di vigili del fuoco e una torre, non abilitata a svolgere la funzione di controllo del traffico aereo (che spetta all'Aeroporto di Sint Maarten), ma che si occupa solo della sorveglianza dello scalo. A Saba non sono disponibili riserve di carburante.

## Compagnie aeree e destinazioni
L'unica compagnia aerea che storicamente fornisce servizi di linea da e per l'aeroporto di Saba è Winair, di proprietà locale, che opera voli giornalieri per Sint Maarten (della durata di circa 15 minuti) con la sua flotta di DHC-6 Twin Otter.

## Galleria d'immagini

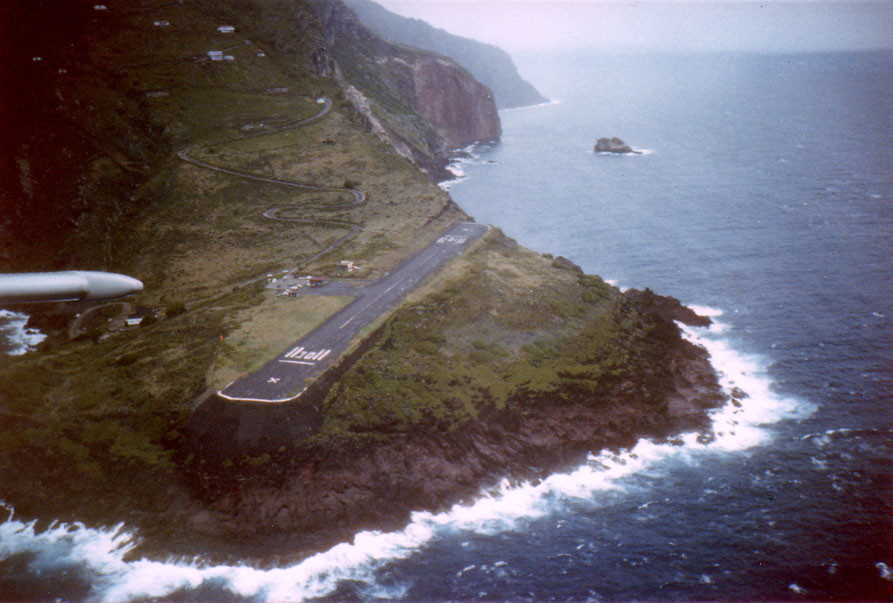
L'aeroporto visto da un velivolo in sorvolo.
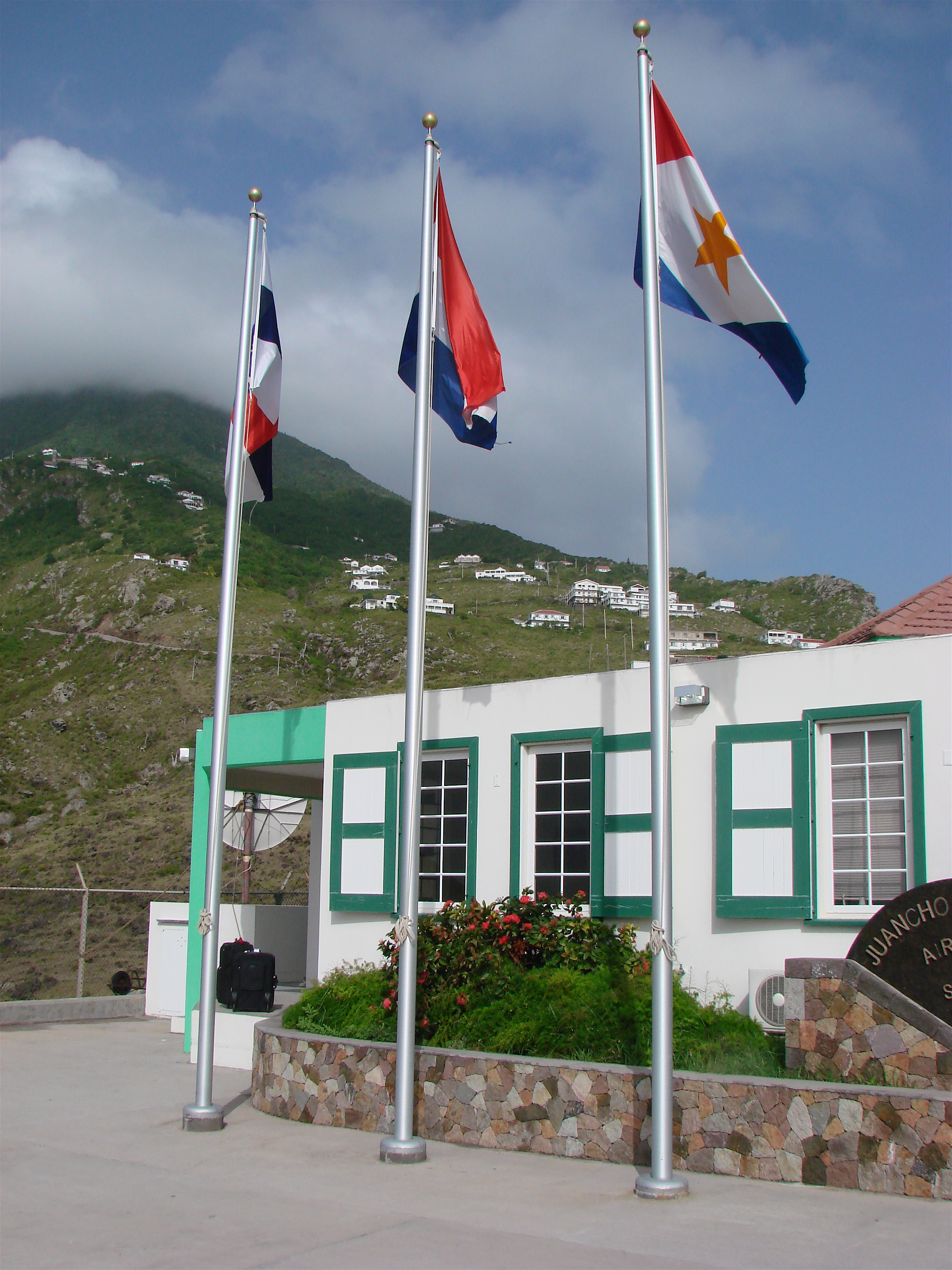
L'aerostazione.